# Georgij Danelija
Georgij Nikolajevitj Danelija (ryska: Георгий Николаевич Данелия, georgiska: გიორგი დანელია: Giorgi Danelia), född 25 augusti 1930 i Tbilisi, Georgiska SSR, Sovjetunionen, död 4 april 2019 i Moskva, var en sovjetisk-rysk filmregissör och manusförfattare av georgisk härkomst. Han har regisserat ett stort antal sovjetiska och ryska filmer, främst dramakomedier.

## Filmografi i urval
- 1960 – Serjoscha - en liten människa
- 1964 – Romans i Moskva
- 1973 – Huckleberry Finns äventyr
- 1977 – Mimino
- 1979 – Höstlig maraton
- 1986 – Kin-dza-dza